# Narasingāpuram
Narasingāpuram är en ort i Indien.   Den ligger i distriktet Chittoor och delstaten Andhra Pradesh, i den södra delen av landet, 1 700 km söder om huvudstaden New Delhi. Narasingāpuram ligger 206 meter över havet och antalet invånare är 10 875.
Terrängen runt Narasingāpuram är varierad. Runt Narasingāpuram är det ganska tätbefolkat, med 214 invånare per kvadratkilometer. Närmaste större samhälle är Tirupati, 11,6 km öster om Narasingāpuram. Omgivningarna runt Narasingāpuram är en mosaik av jordbruksmark och naturlig växtlighet.